# Darvas (Ungarn)
Darvas  (rumänisch Darvaș) ist eine ungarische Gemeinde im Kreis Berettyóújfalu im Komitat Hajdú-Bihar.

## Geografie
Darvas liegt 20 Kilometer südwestlich der Kreisstadt Berettyóújfalu. An der Gemeindegrenze zu Zsáka mündet der Kálló-Kanal in den Berettyó, welcher das Gemeindegebiet durchfließt. Darvas grenzt an das Komitat Békés und an folgende Gemeinden:
|                   | Nagyrábé                                    |        |
| Füzesgyarmat (BE) | Kompassrose, die auf Nachbargemeinden zeigt | Zsáka  |
| Csökmő            |                                             | Komádi |

## Geschichte
Die erste schriftliche Erwähnung in zeitgenössischen Dokumenten geht auf das Jahr 1396 zurück.

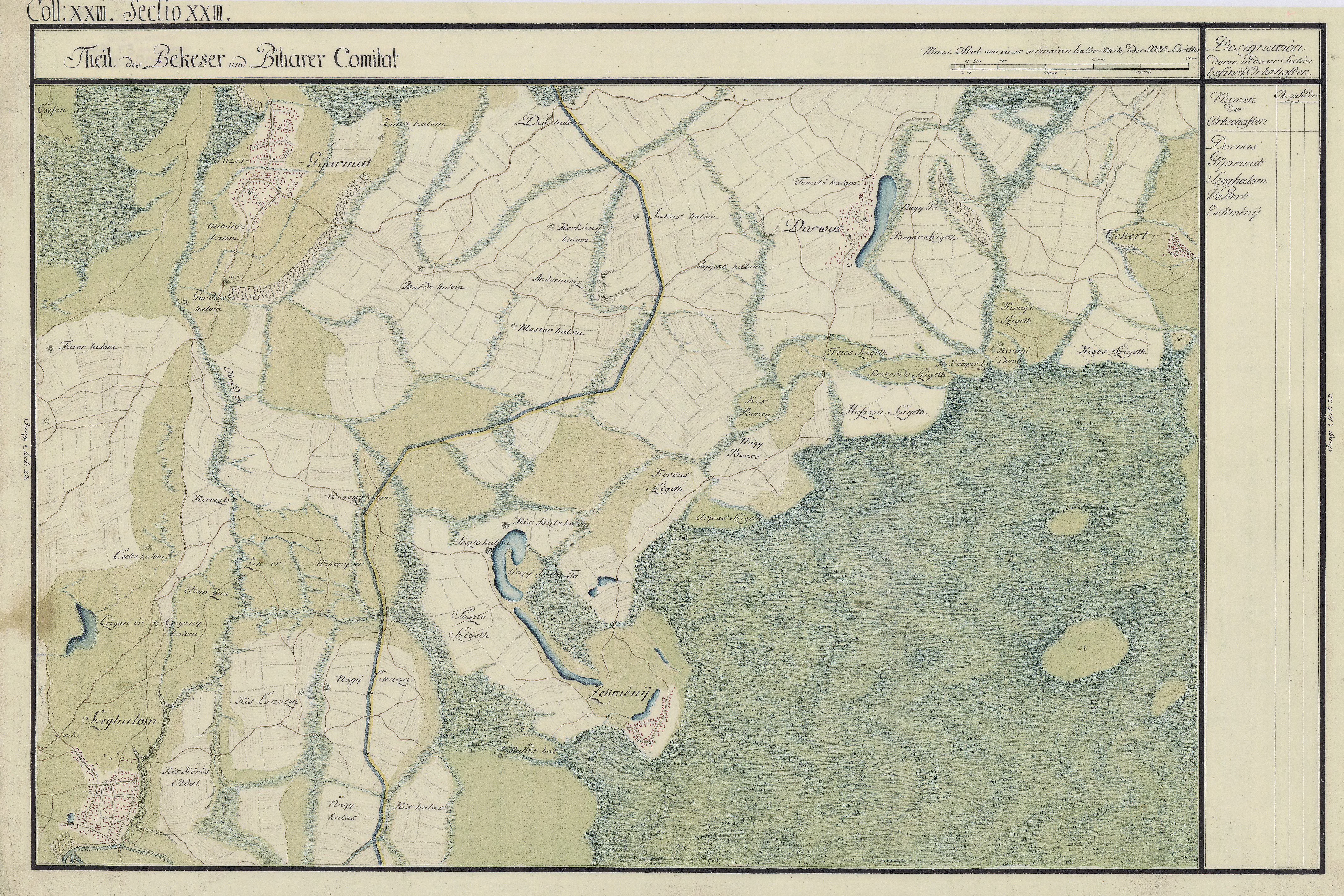
Darwas (rechts oben) um 1782 (Aufnahmeblatt der Josephinischen Landesaufnahme)
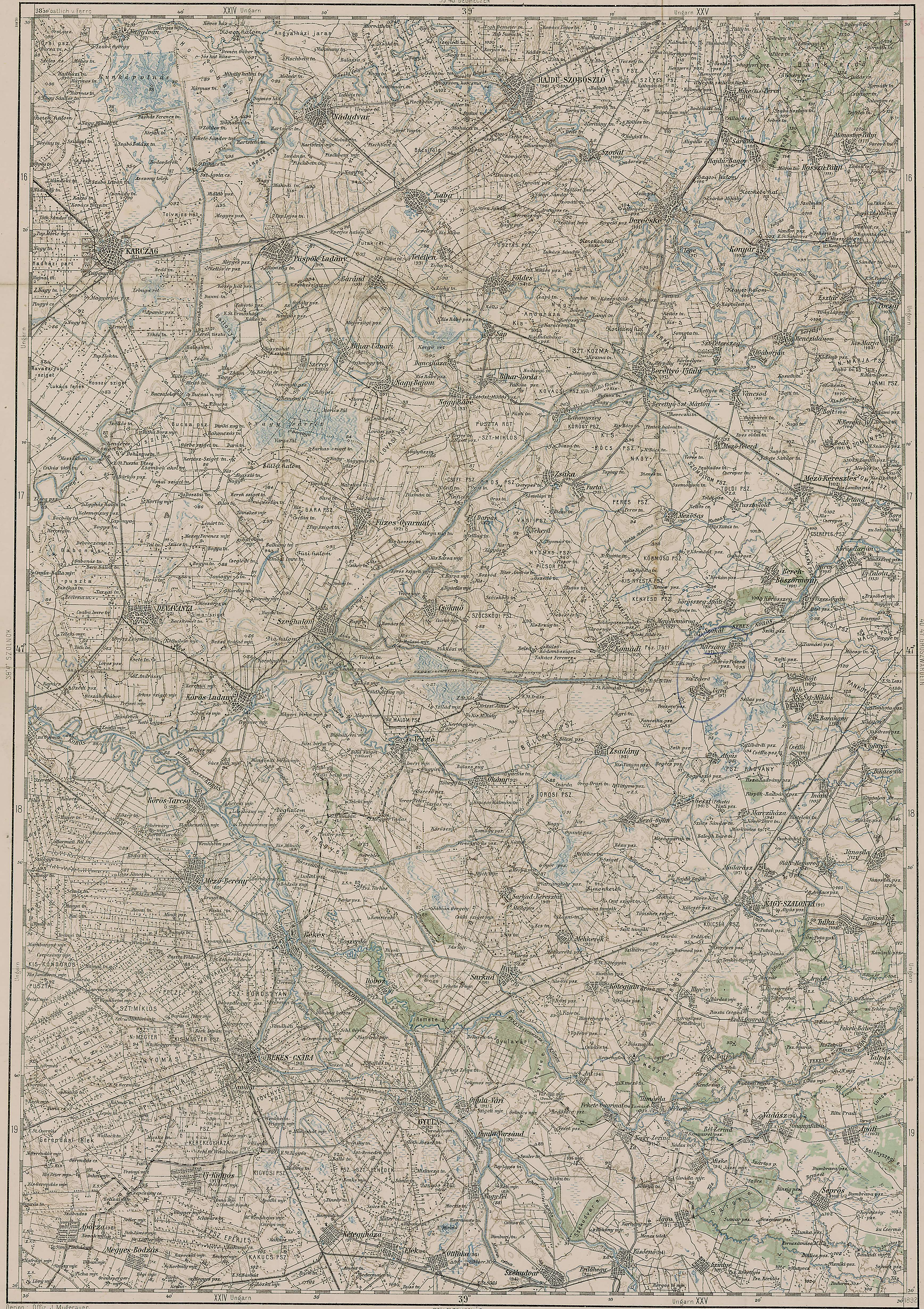
Darvas (N 47° 6'; O 39°) um 1892 (Aufnahmeblatt der Franzisco-Josephinischen Landesaufnahme)

## Sehenswürdigkeiten
- Reformierte Kirche, erbaut 1797
- Rumänisch-orthodoxe Kirche Szent Mihály és Gábriel arkangyalok, erbaut 1795–1801 im barocken Stil, der Turm wurde 1809 hinzugefügt

## Verkehr
Durch Darvas führt die Hauptstraße Nr. 47, von der in westliche Richtung die Landstraße Nr. 4225 nach Füzesgyarmat abzweigt. Es bestehen Busverbindungen über Zsáka, Furta und Berettyószentmárton nach Berettyóújfalu sowie über Csökmő nach Szeghalom. Der nächstgelegene Bahnhof befindet sich in Füzesgyarmat.